# Youssef Al Suwayed
Youssef Al Suwayed (arabe : يوسف سويد) (né le 20 septembre 1958 au Koweït) est un footballeur international koweïtien, qui évoluait au poste de milieu de terrain.

## Biographie

### Carrière en sélection
Avec l'équipe du Koweït, il joue 4 matchs (pour aucun but inscrit) entre 1980 et 1982[réf. nécessaire]. 
Il figure dans le groupe des sélectionnés lors de la coupe du monde de 1982.
Il participe également à la Coupe d'Asie des nations de 1984, ainsi qu'aux JO de 1980. Son équipe se classe troisième de la Coupe d'Asie 1984.

## Palmarès
Avec le Kazma SC, il remporte la Coupe du Koweït en 1982 puis en 1984 et il est finaliste en 1985.